# Orlångsån

Orlångsån är ett anlagt vattendrag i trakten Orlångsjö i Huddinge kommun. Ån rinner från sjön Orlången till Ågestasjön och börjar vid Orlångens norra vik i höjd med gården Stora Orlångsjö och torpet Lilla Orlångsjö. Vattendraget är cirka 600 meter långt och rinner till största delen genom ett våtmarksområde. Orlångsån ingår i Orlångens naturreservat.
Forntida fynd kring gården Stora Orlångsjö tyder på att trakten var bedodd redan under vikingatiden. Här gick även en forntida farled mellan Orlången och Ågestasjön och vidare till Magelungen. En rest av denna farled är dagens Orlångsån. Närmast Orlången finns en kreatursbro och på halva sträckan korsas Orlångsån av en byväg som brukar översvämmas på våren. Trakten är en viktig häckningsplats och ett fågelskyddsområde.  
Ursprungligen var Söderån det naturliga utloppet från Orlången. Sedan slutet av 1800-talet sker utloppet via den grävda Orlångsån.

## Bilder

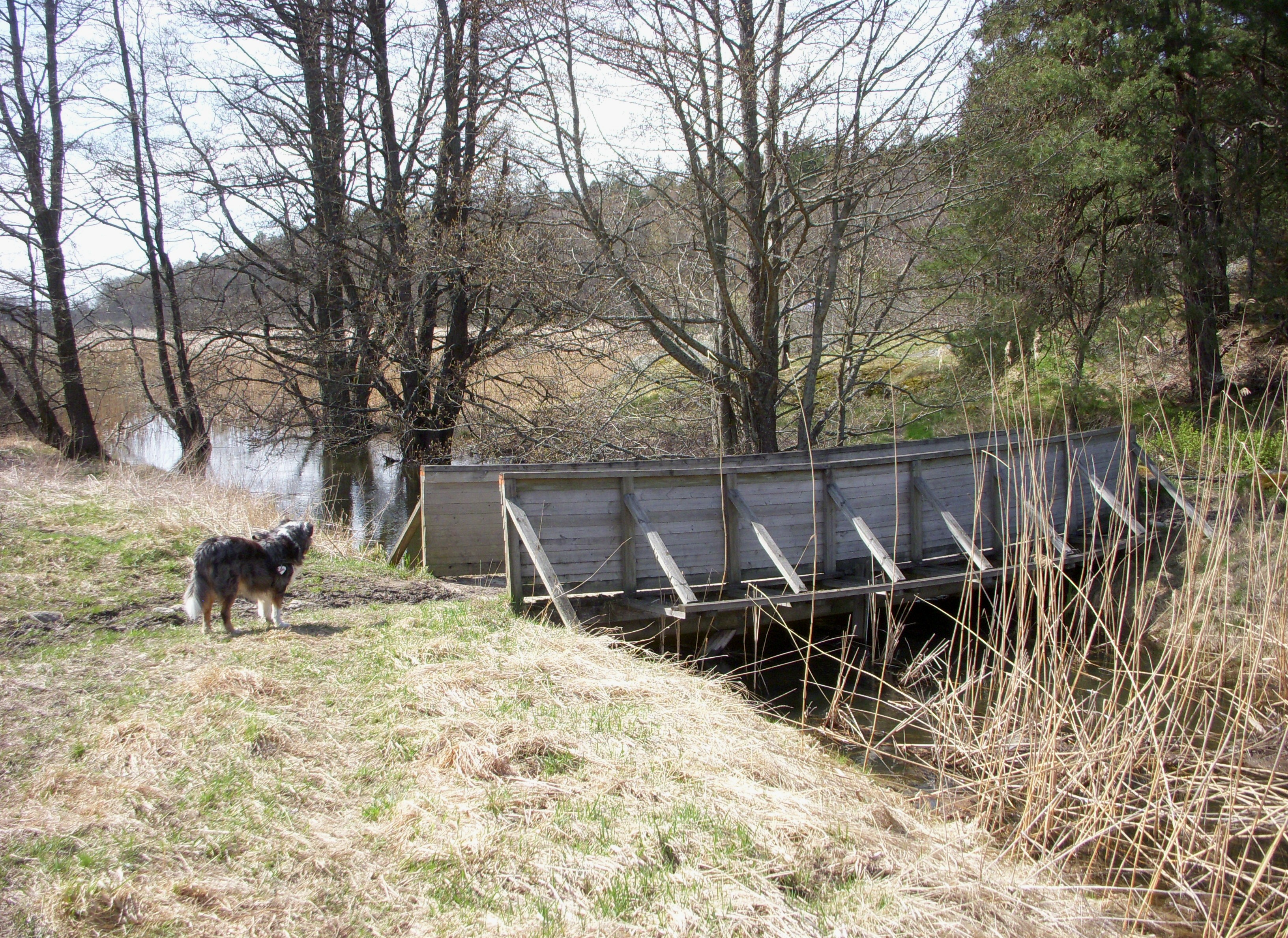
Kreatursbro vid södra delen av Orlångsån
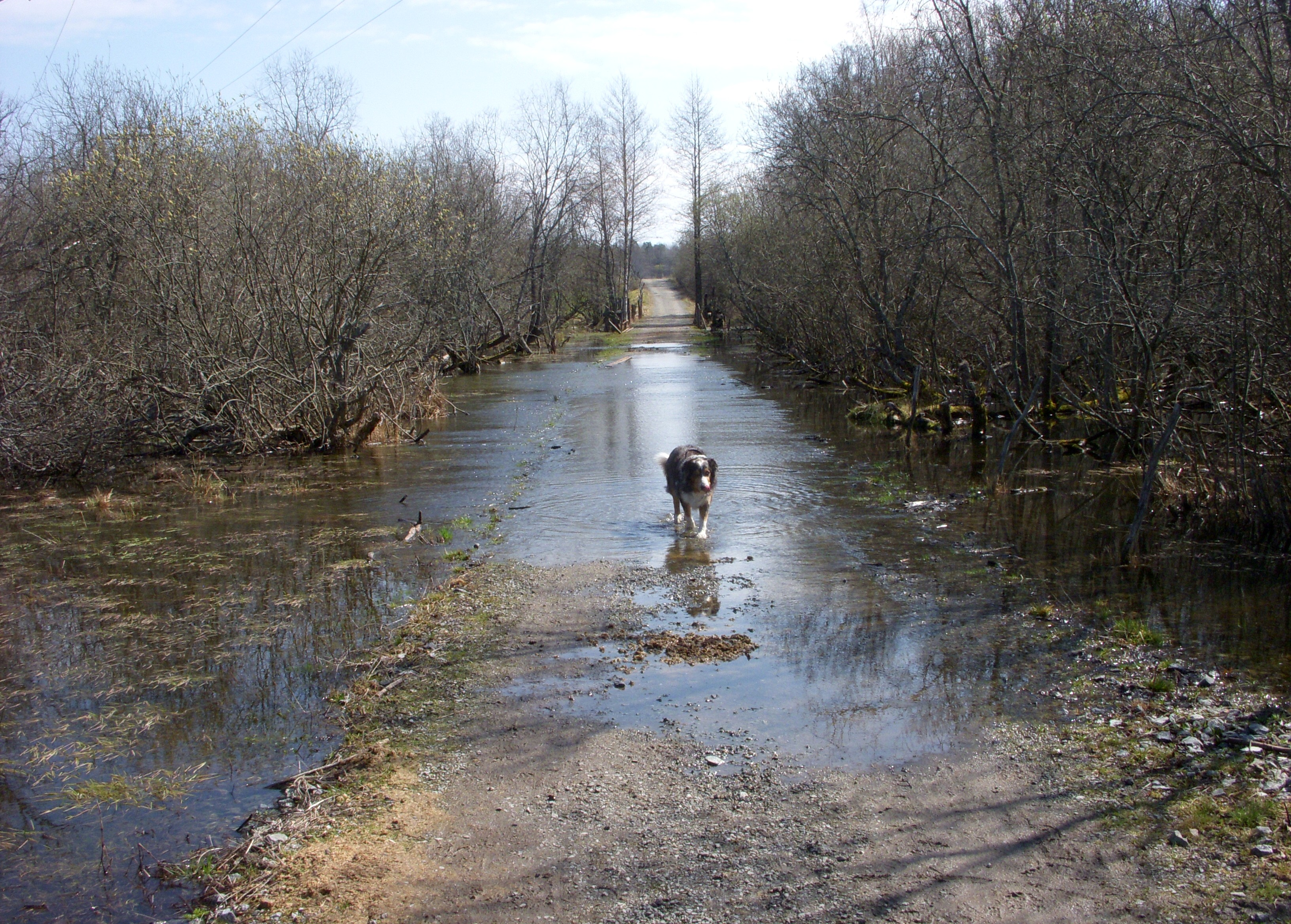
Vår-översvämning genom Orlångsån
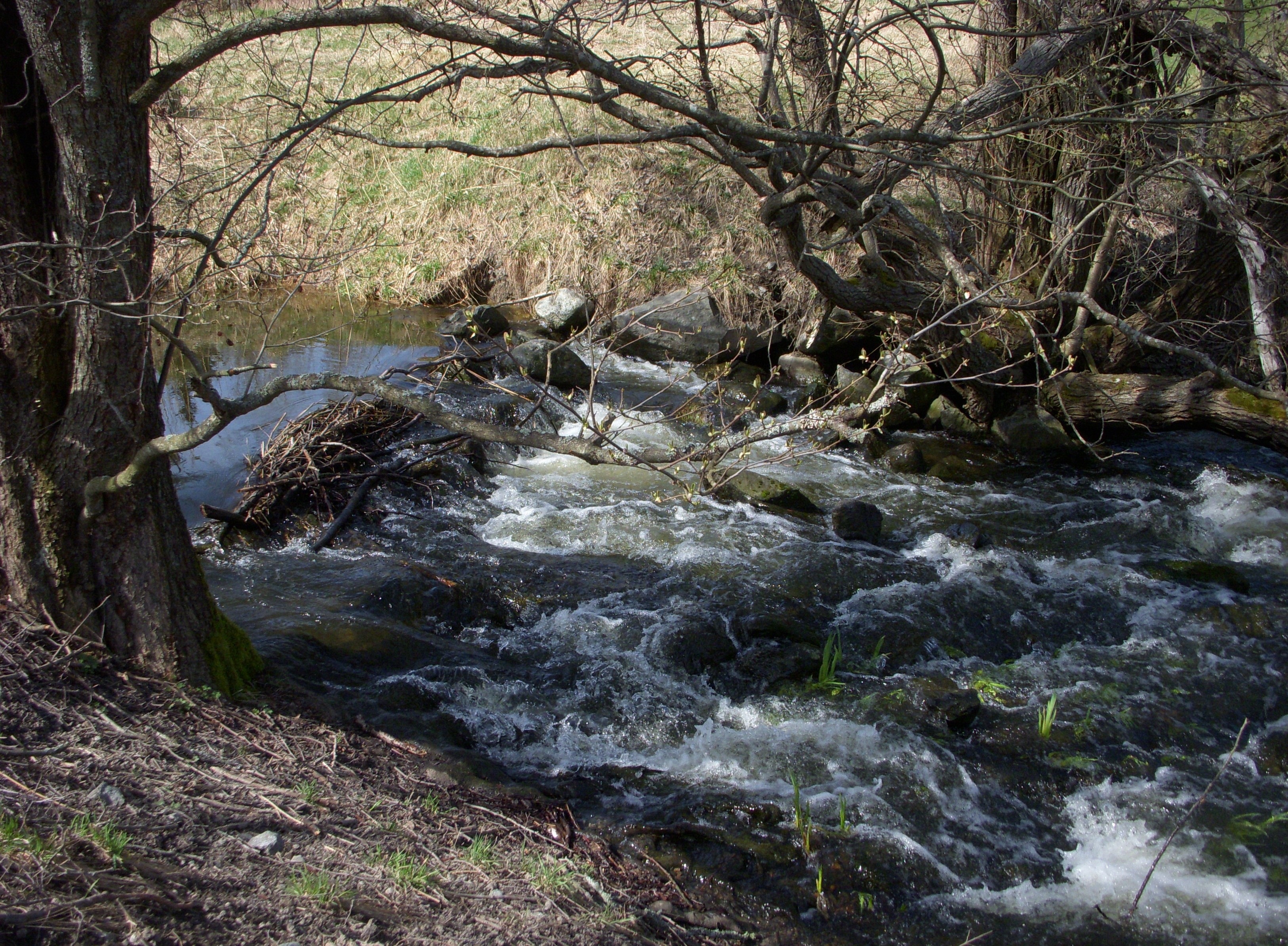
Orlångsån på våren
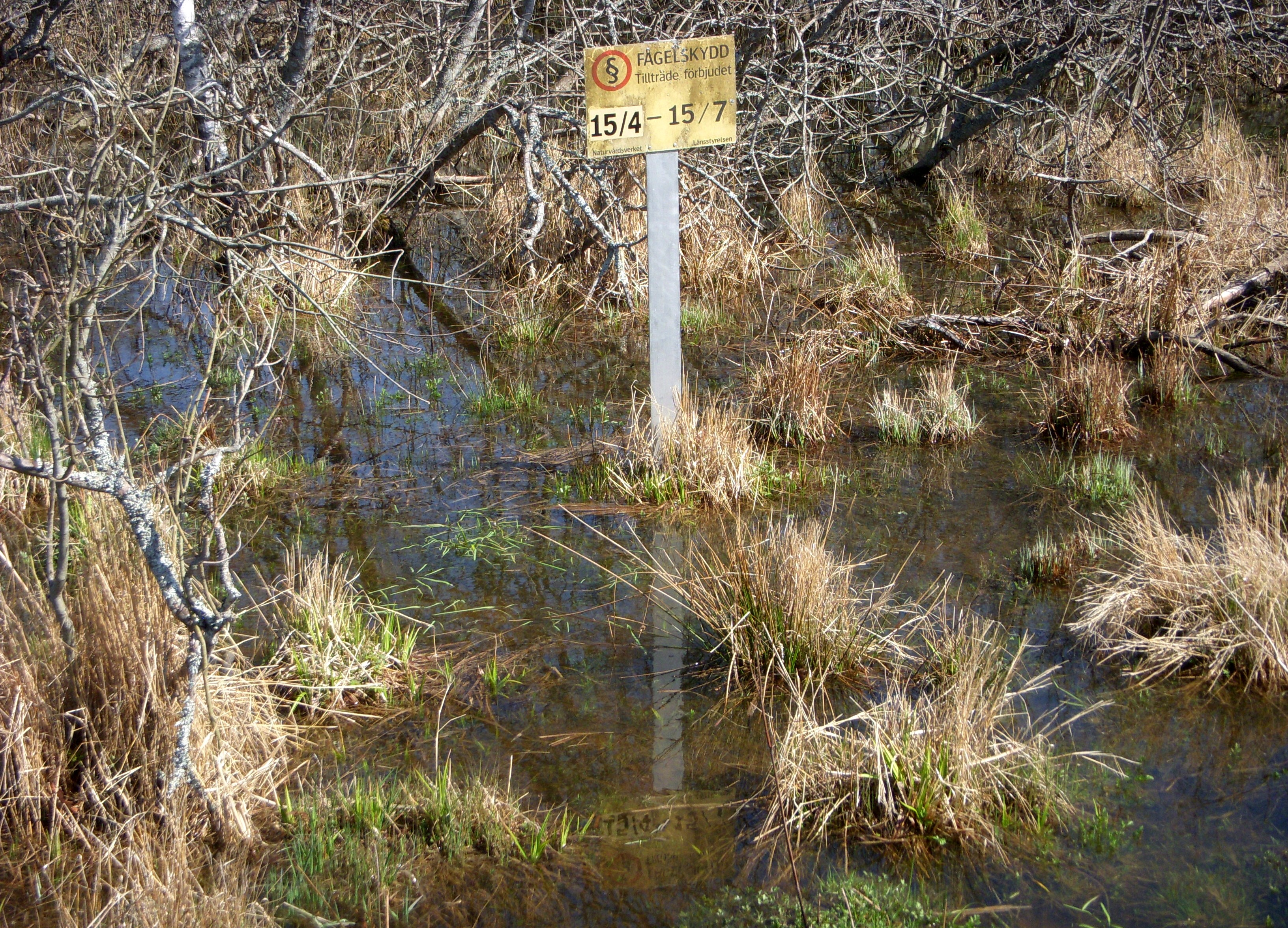
Orlångsåns fågelskyddsområde